# Gedikhasanlı, Sorgun
Gedikhasanlı là một thị trấn thuộc huyện Sorgun, tỉnh Yozgat, Thổ Nhĩ Kỳ. Dân số thời điểm năm 2010 là 900 người.